# タウンページ
タウンページ（TownPage）は、東日本電信電話（NTT東日本）及び西日本電信電話（NTT西日本）が発行する職業別（業種別）電話帳である。

## 概要
職業別電話帳で、店舗や企業を探したいときに、職業名やサービス名から電話番号や広告情報を探すことができる。
多くの国で発行されているイエローページ（Yellow Pages）と呼ばれるものの日本版（正確にはNTT東日本・NTT西日本版）であり、タウンページもまた表紙などの色が黄色となっていたが、2014年7月発行の山梨県甲府市版・群馬県高崎市版以降は表紙を含めリニューアルされたタウンページが順次発行されている。
リニューアルされたものは、各地域の風景やゆるキャラ（前述の群馬県はぐんまちゃん）を表紙に採用しており、地域によっては黄色い表紙ではないものも登場している（例：千葉県柏市版は、キャラクターにいずれも黄色いキャラクターのカシワニ・さかサイ君を採用したため、青色になっている）。また、2015年以降、紙面が黄色ではなくハローページと同じ白ベースのものを使っている地区版が多くなっている。2018年4月発行分からはNTTのロゴからタウンページ君をあしらったマークに変わり始めている。そして、2023年3月発行分からは再び表紙などの色を黄色に戻している。
発行元はNTT東日本及びNTT西日本で、NTTタウンページ株式会社が運営・編集を行っている。また、NTT印刷株式会社が印刷にあたっている。
なお、郡部など、元々掲載数が少ない地域では、五十音別電話帳のハローページと合冊になったデイリータウンページ&ハローページ（後のタウンページ&ハローページ）という名称で発行された時期もあるが、のちにハローページの企業名編・個人名編を含めて3分冊となった。また、デイリータウンページ発行に伴い、一部の業種の企業名が分割されたビジネスタウンページを含めた4分冊体制からビジネスタウンページと自エリアのデイリータウンページが合冊となり、デイリータウンページ&ビジネスタウンページに発展、後に以前と同じタウンページに戻る。最後のタウンページの1冊化は、東京23区版の発行をもって終了している。
タウンページのインターネット版として「iタウンページ」、紙のタウンページ・ハローページ企業名編（後者は2023年2月発行分の利用期間終了の2024年7月末をもって掲載終了）を電子化したものに「タウンページライブラリー」がある。
なお、タウンページという愛称は1983年に公募により決定された名称である。当時は日本電信電話公社が発行元であり、タウンページの愛称を使用した職業別電話帳が最初に発行されたのは1984年であった。
2024年7月19日、NTT東日本とNTT西日本は2026年3月発行分をもって、タウンページを廃止し、iタウンページに全面移行することを発表した。

## 配布方法
全てのNTT東西の電話加入者は、加入地域に対応したものが1冊配布される。また同一都道府県内のものを1冊は無料で、他の地域のものも送料・料金を支払うことで入手可能である。
また、他の電気通信事業者の加入者も入手可能である。他の電気通信事業者が無料もしくは有料で配布する場合と、NTTに有料配布を依頼する場合とがある。
なお、全国のタウンページは主な公立の図書館等で閲覧することができるようになっている他、インターネット上でタウンページを見ることができる「タウンページライブラリー」が提供されている。
以前は電話ボックス等屋外のNTT直管公衆電話に電話帳が設置されていたが、電話帳への連続放火が起きたことにより、2015年頃より設置を取りやめ、その後は一部の管理受託電話のみ管理者個々の判断で設置が継続されている。

## 掲載方法
日本では電話加入者が申し出ることにより、通信事業者や電話帳会社等で運営されている番号情報データベースシステム（TDIS）に登録される仕組みになっている。ただし、番号情報については電話加入者の希望により電話帳へ掲載しないようにする掲載省略サービスもある（番号案内のみとすることもできる）。
掲載料金についてはNTT東日本・NTT西日本の電話加入者の場合、電話帳へは1電話番号につき1掲載までは無料である。また、複数掲載・他の地域版への掲載は発行の都度ごとの別料金となる。
また、他事業者加入の場合は他の事業者を通じて申し込むこととなっている。

## 発行部数
発行部数は2005年度末での6057万2000部をピークに減少していたが、2013年から増加に転じた。これは、それまで固定電話の加入者だけに配布されていたのを、全戸配布方式に切り替えたことによる。
|                        | 発行部数 （部） | 発行版数 （版） | 本文掲載件数 （件） | 総ページ数 （ページ） | 広告掲載数 （件） | 用紙量 （トン） |
| ---------------------- | --------------- | --------------- | ------------------- | --------------------- | ----------------- | --------------- |
| 2000年（平成12年）度末 | 5719万4000      | 155             | 1125万3000          | 688億2400万           | 116万4000         | 8万9000         |
| 2001年（平成13年）度末 | 5613万4000      | 155             | 1104万5000          | 644億2600万           | 108万8000         | 8万3000         |
| 2002年（平成14年）度末 | 5400万1000      | 155             | 1118万              | 606億4900万           | 99万7000          | 7万4000         |
| 2003年（平成15年）度末 | 5331万2000      | 157             | 1077万2000          | 554億7800万           | 95万1000          | 7万2000         |
| 2004年（平成16年）度末 | 5591万5000      | 189             | 1198万8000          | 524億7800万           | 94万3000          | 6万8000         |
| 2005年（平成17年）度末 | 6057万2000      | 264             | 1471万4000          | 449億7400万           | 96万              | 5万8000         |
| 2006年（平成18年）度末 | 5873万8000      | 290             | 1544万7000          | 395億9200万           | 91万              | 5万1900         |
| 2007年（平成19年）度末 | 5565万3000      | 285             | 1498万8000          | 355億9900万           | 81万4000          | 4万6600         |
| 2008年（平成20年）度末 | 5190万3000      | 283             | 1439万3000          | 316億1700万           | 72万4000          | 4万1500         |
| 2009年（平成21年）度末 | 4802万4000      | 282             | 1406万8000          | 271億9000万           | 64万8000          | 3万5700         |
| 2010年（平成22年）度末 | 4750万9000      | 292             | 1422万1000          | 248億1200万           | 59万4000          | 3万2600         |
| 2011年（平成23年）度末 | 4534万9000      | 299             | 1400万6000          | 226億7700万           | 55万              | 2万9800         |
| 2012年（平成24年）度末 | 3973万4000      | 279             | 1256万5000          | 210億1100万           | 52万2000          | 2万7700         |
| 2013年（平成25年）度末 | 3883万          | 296             | 993万1000           | 192億3200万           | 47万3000          | 2万5300         |
| 2014年（平成26年）度末 | 3933万7000      | 316             | 832万7000           | 176億6700万           | 46万5000          | 2万3400         |
| 2015年（平成27年）度末 | 4069万1000      | 342             | 809万4000           | 176億2800万           | 43万2000          | 2万3300         |
| 2016年（平成28年）度末 | 4464万3000      | 364             | 743万4000           | 175億5900万           | 39万6000          | 2万5000         |
| 2017年（平成29年）度末 | 5176万1000      | 405             | 732万7000           | 180億8000万           | 41万              | 2万5800         |
| 2018年（平成30年）度末 | 6078万8000      | 402             | 720万1000           | 182億1500万           | 37万              | 2万6300         |
| 2019年（令和元年）度末 | 6075万2000      | 496             | 754万2000           | 137億3000万           | 31万3000          | 1万9300         |
| 2020年（令和2年）度末  | 3715万8000      | 377             | 557万6000           | 71億1400万            | 17万6000          | 1万500          |
| 2022年（令和4年）度末  | 3136万1000      | 409             | 501万6000           | 49億8300万            | 13万7000          | 8000            |
| 2023年（令和5年）度末  | 2662万3000      | 368             | 462万9000           | 43億                  | 11万6000          | 6800            |

## CM
YouTubeのタウンページ公式チャンネルで現在放映中のCM等を見ることができる。
なお、現在、本チャンネルでは、紙のタウンページの紹介は少なく、「NTTタウンページ Digital Lead Powered by Wix」サービスや、タウンページデータベースの紹介が主となっている。

### これまでTVCMに起用されたメインタレント・キャラクター
- 1986年〜1990年 - 加山雄三
- 1991年 - 加山雄三、ウォーリー（ウォーリーをさがせ!の主人公）
- 1992年〜1993年 - ウォーリー単独
- 1994年〜1995年 - タウンページ君
- 1996年〜1997年 - 津川雅彦
- 1998年 - 松嶋菜々子
- 1999年 - 金城武（前年度インターネットタウンページにも）
- 2000年〜2004年 - なし
- 2005年 - なぎら健壱、ピエール瀧
- 2006年～2016年 - 石原良純